# Why You Always Hatin?
Why You Always Hatin? è un singolo dei rapper statunitensi YG, Drake e Kamaiyah, pubblicato il 21 maggio 2016 su etichetta Def Jam.

## Tracce
1. Why You Always Hatin? – 3:18